# Sigrid (zpěvačka)
Sigrid Solbakk Raabe (* 5. září 1996 Ålesund), profesionálně známá jako Sigrid, je norská zpěvačka a skladatelka. V roce 2017 dosáhla mezinárodního úspěchu se singlem „Don't Kill my Vibe“, v lednu 2018 pak získala ocenění BBC Music Sound of 2018. Její první studiové album Sucker Punch vyšlo v roce 2019, druhé album How To Let Go vydala v roce 2022.

## Dětství a mládí
Sigrid se narodila v Ålesundu v Norsku. Její bratr Tellef je také hudebník a mají ještě sestru jménem Johanne. Během jejího dětství ji inspirovali Joni Mitchell, Adele a Neil Young. Když jí bylo 17, se starší sestrou založily kapelu „Sala Says Mhyp“, název kapely odkazoval na její mrtvou kočku jménem Sala.

## Kariéra

### 2013–2015: počátky
Sigrid začala svou kariéru v roce 2013 vydáním debutového singlu „Sun“. Píseň byla vnímána jako její národní průlom v Norsku. Následující rok podepsala smlouvu u Petroleum Records a hrála na festivalech, vystoupila například na Øyafestivalen.

### 2016–2019: průlom
V roce 2016 podepsala smlouvu s Island Records, a v roce 2017 zde vydala singl „Don't Kill my Vibe“. Píseň měla úspěch v Norsku, Austrálii i Spojeném království. Sigrid následně vystoupila na Park Stage v Glastonbury. Deník The Guardian poté dokonce naznačil, že by mohla být v příštích letech hlavní hvězdou festivalu. Podílela se také na soundtracku k The Sims 4: Rodičovství, právě se svým hitem Don't Kill my Vibe. ve fiktivním jazyce simlištině. V srpnu 2017 vystoupila na festivalu v Readingu. V témže roce také přispěla na soundtrack k filmu Liga spravedlnosti s coverem klasiky „Everybody Knows“ od Leonarda Cohena z roku 1988. V roce 2018 vyhrála v anketě Sound of... britské BBC. V únoru 2018 získala ocenění Objev roku na Spellemannprisen 2017. Její první plnohodnotné album „Sucker Punch“ vyšlo 8. března 2019 u Island Records.
V květnu 2021 vydala singl „Mirror“ následovaný srpnovým „Burning Bridges“ z připravovaného druhého alba. To vyšlo 6. května 2022 pod názvem How To Let Go.

## Osobní život
Sigrid žije v Bergenu.

## Diskografie
Studiová alba
- Sucker Punch (2019)
- How to Let Go (2022)

EPs
- Don't Kill My Vibe (2017)
- Raw (2018)
- The Hype (2023)

## Ocenění a nominace
| Rok  | Organizace            | Cena                                                           | Práce                | Výsledky  | Odk.   |
| ---- | --------------------- | -------------------------------------------------------------- | -------------------- | --------- | ------ |
| 2017 | P3 Gull               | Årets Nykommer (Nováček roku)                                  | Sigrid               | vítězství | [ 14 ] |
| 2017 | P3 Gull               | Årets Liveartist (Živý umělec roku)                            | Sigrid               | nominace  | [ 15 ] |
| 2017 | P3 Gull               | Årets Låt (Skladba roku)                                       | "Don't Kill My Vibe" | nominace  |        |
| 2018 | EBBA 2018             | Rozvíjející se umělci – Norsko                                 | Sigrid               | vítězství | [ 16 ] |
| 2018 | BBC Sound of...       | Sound of 2018                                                  | Sigrid               | vítězství | [ 17 ] |
| 2018 | MTV Brand New UK      | Brand New for 2018                                             | Sigrid               | nominace  | [ 18 ] |
| 2018 | NME Awards 2018       | Nejlepší nový umělec                                           | Sigrid               | nominace  | [ 19 ] |
| 2018 | Spellemannprisen 2017 | Årets Nykommer & Gramostipend (Nováček roku a Gramo stipendia) | Sigrid               | vítězství | [ 20 ] |
| 2018 | Spellemannprisen 2017 | Popsolist (Popový sólista)                                     | Sigrid               | nominace  | [ 21 ] |
| 2018 | Spellemannprisen 2017 | Årets Låt (Skladba roku)                                       | "Don't Kill My Vibe" | nominace  | [ 22 ] |